# Regiunea Libertador General Bernardo O'Higgins

Regiunea Libertador General Bernardo O'Higgins

Regiunea Libertador General Bernardo O'Higgins (spaniolă VI Región del Libertador General Bernardo O'Higgins)  este una dintre cele 15 regiuni administrative din Chile. Capitala regiunii este orașul Rancagua.
| Diviziunea politică și administrativă din Regiunea Libertador General Bernardo O'Higgins | Diviziunea politică și administrativă din Regiunea Libertador General Bernardo O'Higgins |                               |
| --- | ---------------------------------------------------------------------------------------- | ----------------------------- |
| \| Provincia \| Capitala \| Oraș \| \| ------------- \| ------------ \| ----------------------------- \| \| Cachapoal \| Rancagua \| 1 Codegua \| \| Cachapoal \| Rancagua \| 2 Coinco \| \| Cachapoal \| Rancagua \| 3 Coltauco \| \| Cachapoal \| Rancagua \| 4 Doñihue \| \| Cachapoal \| Rancagua \| 5 Graneros \| \| Cachapoal \| Rancagua \| 6 Las Cabras \| \| Cachapoal \| Rancagua \| 7 Machalí \| \| Cachapoal \| Rancagua \| 8 Malloa \| \| Cachapoal \| Rancagua \| 9 Mostazal \| \| Cachapoal \| Rancagua \| 10 Olivar \| \| Cachapoal \| Rancagua \| 11 Peumo \| \| Cachapoal \| Rancagua \| 12 Pichidegua \| \| Cachapoal \| Rancagua \| 13 Quinta de Tilcoco \| \| Cachapoal \| Rancagua \| 14 Rancagua \| \| Cachapoal \| Rancagua \| 15 Rengo \| \| Cachapoal \| Rancagua \| 16 Requínoa \| \| Cachapoal \| Rancagua \| 17 San Vicente de Tagua Tagua \| \| Cardenal Caro \| Pichilemu \| 18 La Estrella \| \| Cardenal Caro \| Pichilemu \| 19 Litueche \| \| Cardenal Caro \| Pichilemu \| 20 Marchihue \| \| Cardenal Caro \| Pichilemu \| 21 Navidad \| \| Cardenal Caro \| Pichilemu \| 22 Paredones \| \| Cardenal Caro \| Pichilemu \| 23 Pichilemu \| \| Colchagua \| San Fernando \| 24 Chépica \| \| Colchagua \| San Fernando \| 25 Chimbarongo \| \| Colchagua \| San Fernando \| 26 Lolol \| \| Colchagua \| San Fernando \| 27 Nancagua \| \| Colchagua \| San Fernando \| 28 Palmilla \| \| Colchagua \| San Fernando \| 29 Peralillo \| \| Colchagua \| San Fernando \| 30 Placilla \| \| Colchagua \| San Fernando \| 31 Pumanque \| \| Colchagua \| San Fernando \| 32 San Fernando \| \| Colchagua \| San Fernando \| 33 Santa Cruz \| |                                                                                          |                               |
| Provincia | Capitala                                                                                 | Oraș                          |
| Cachapoal | Rancagua                                                                                 | 1 Codegua                     |
| Cachapoal | Rancagua                                                                                 | 2 Coinco                      |
| Cachapoal | Rancagua                                                                                 | 3 Coltauco                    |
| Cachapoal | Rancagua                                                                                 | 4 Doñihue                     |
| Cachapoal | Rancagua                                                                                 | 5 Graneros                    |
| Cachapoal | Rancagua                                                                                 | 6 Las Cabras                  |
| Cachapoal | Rancagua                                                                                 | 7 Machalí                     |
| Cachapoal | Rancagua                                                                                 | 8 Malloa                      |
| Cachapoal | Rancagua                                                                                 | 9 Mostazal                    |
| Cachapoal | Rancagua                                                                                 | 10 Olivar                     |
| Cachapoal | Rancagua                                                                                 | 11 Peumo                      |
| Cachapoal | Rancagua                                                                                 | 12 Pichidegua                 |
| Cachapoal | Rancagua                                                                                 | 13 Quinta de Tilcoco          |
| Cachapoal | Rancagua                                                                                 | 14 Rancagua                   |
| Cachapoal | Rancagua                                                                                 | 15 Rengo                      |
| Cachapoal | Rancagua                                                                                 | 16 Requínoa                   |
| Cachapoal | Rancagua                                                                                 | 17 San Vicente de Tagua Tagua |
| Cardenal Caro | Pichilemu                                                                                | 18 La Estrella                |
| Cardenal Caro | Pichilemu                                                                                | 19 Litueche                   |
| Cardenal Caro | Pichilemu                                                                                | 20 Marchihue                  |
| Cardenal Caro | Pichilemu                                                                                | 21 Navidad                    |
| Cardenal Caro | Pichilemu                                                                                | 22 Paredones                  |
| Cardenal Caro | Pichilemu                                                                                | 23 Pichilemu                  |
| Colchagua | San Fernando                                                                             | 24 Chépica                    |
| Colchagua | San Fernando                                                                             | 25 Chimbarongo                |
| Colchagua | San Fernando                                                                             | 26 Lolol                      |
| Colchagua | San Fernando                                                                             | 27 Nancagua                   |
| Colchagua | San Fernando                                                                             | 28 Palmilla                   |
| Colchagua | San Fernando                                                                             | 29 Peralillo                  |
| Colchagua | San Fernando                                                                             | 30 Placilla                   |
| Colchagua | San Fernando                                                                             | 31 Pumanque                   |
| Colchagua | San Fernando                                                                             | 32 San Fernando               |
| Colchagua | San Fernando                                                                             | 33 Santa Cruz                 |